# Ревка
Ревка — річка в Україні, у Лебединському районі Сумської області. Ліва притока Легані (басейн Дніпра).

## Опис
Довжина річки приблизно 10,6 км.

## Розташування
Бере початок у селі Савенки. Тече переважно на північний захід через Ситники, Щетини, Ревки і на сході від села Бишкінь впадає у річку Легань, ліву притоку Псла.